# Didemnum subflavum
Didemnum subflavum är en sjöpungsart som först beskrevs av William Abbott Herdman 1886.  Didemnum subflavum ingår i släktet Didemnum och familjen Didemnidae.
Artens utbredningsområde är Södra Ishavet. Inga underarter finns listade i Catalogue of Life.